# Trophée des médias
Le Trophée des médias est un trophée de hockey sur glace. Il est remis annuellement depuis la saison 1996-1997 au meilleur joueur des séries éliminatoires de la Ligue nord-américaine de hockey.

## Récipiendaires du trophée
| Saison    | Vainqueur                                                                        |
| --------- | -------------------------------------------------------------------------------- |
| 1996-1997 | Denis Paul (Blizzard de Saint-Gabriel)                                           |
| 1997-1998 | Hugues Laliberté (Nova d'Acton Vale)                                             |
| 1998-1999 | Michel Caron (Blizzard de Joliette)                                              |
| 1999-2000 | Yves Beaudoin (Rapides de LaSalle)                                               |
| 2000-2001 | Martin Bradette (Mission de Joliette)                                            |
| 2001-2002 | Denis Chalifoux (Chiefs de Laval)                                                |
| 2002-2003 | Dominic Perna (Chiefs de Laval)                                                  |
| 2003-2004 | Martin Villeneuve (Dragons de Verdun)                                            |
| 2004-2005 | Éric Fichaud (Radio X de Québec)                                                 |
| 2005-2006 | Éric Perricone (Saint-François de Sherbrooke)                                    |
| 2006-2007 | Marco Charpentier et Olivier Michaud (Summum-Chiefs de Saint-Jean-sur-Richelieu) |
| 2007-2008 | Sylvain Rodier (Caron et Guay de Trois-Rivières)                                 |
| 2008-2009 | Steve Larouche (Lois Jeans de Pont-Rouge)                                        |
| 2009-2010 | Yvan Busque (CRS Express de Saint-Georges)                                       |
| 2010-2011 | Yannick Tremblay (Saint-François de Sherbrooke)                                  |
| 2011-2012 | Andrzej Sandrzyk (Isothermic de Thetford Mines)                                  |
| 2012-2013 | Bruno St-Jacques (Marquis de Jonquière)                                          |